# يوبا ديارا
يوبا ديارا (مواليد 24 مارس 1998) هو لاعب كرة قدم مالي يلعب في مركز خط الوسط في نادي قادش.

## روابط خارجية
- يوبا ديارا على موقع الدوري الأمريكي (الإنجليزية)
- يوبا ديارا على موقع قاعدة بيانات كرة القدم.إي يو (الإنجليزية)
- يوبا ديارا على موقع Soccerway.com (الإنجليزية)
- يوبا ديارا على موقع عالم كرة القدم.نت (الإنجليزية)